# Lions Gate Bridge
Lions Gate Bridge (oficjalna nazwa: First Narrows Bridge) – most wiszący przerzucony nad pierwszym przesmykiem zatoki Burrard Inlet. Łączy on Vancouver (Kolumbia Brytyjska) z jego północną częścią. Całkowita długość mostu wynosi 1823 metry (5890 stóp). Główne przęsło ma długość 472 metry (1550 stóp), wysokość wież wynosi 111 metrów (364 stopy), przestrzeń żeglugowa wynosi 61 metrów (200 stóp). Most posiada trzy pasy ruchu, kierunek jazdy jest regulowany za pomocą świateł sygnalizacyjnych. Natężenie ruchu na moście wynosi około 60 – 70 tys. samochodów dziennie. Ciężarówki o masie powyżej 13 ton, jak również używające opon z kolcami, nie mogą przejeżdżać przez most.